# Ерошкин, Андрей Григорьевич
Андрей Григорьевич Ерошкин (1903—1972) — подполковник Советской Армии, участник Великой Отечественной войны, Герой Советского Союза (1944).

## Биография
Андрей Ерошкин родился 13 (26) сентября 1903 года в селе Санское. Окончил семь классов школы. В 1921—1925 годах работал грузчиком в Петрограде. В 1925 году Ерошкин был призван на службу в Рабоче-крестьянскую Красную Армию. Окончил Московскую школу младших командиров, в 1943 году — ускоренный курс Высшей офицерской артиллерийской школы. Служил на различных командных должностях. С мая 1943 года — на фронтах Великой Отечественной войны. Принимал участие в боях на Центральном, Белорусском и 1-м Белорусском фронтах. Был тяжело ранен в голову и ногу, после чего в течение трёх месяцев лечился в госпитале. К лету 1944 года майор Андрей Ерошкин командовал 876-м гаубичным артиллерийским полком 9-й гаубичной артиллерийской бригады 5-й артиллерийской дивизии прорыва 4-го артиллерийского корпуса прорыва 8-й гвардейской армии 1-го Белорусского фронта. Отличился во время Брестско-Люблинской операции.
Полк Ерошкина активно участвовал в прорыве немецкой обороны в районе села Миляновичи Турийского района Волынской области Украинской ССР, форсировании Западного Буга в районе села Гуща Любомльского района. Во время боёв за город Савин Ерошкин одним из первых ворвался в город и открыл огонь по противнику. После освобождения города он, посадив на лафеты орудий пехоту, преследовал противника до населённого пункта Сычин, где захватил обоз. За четыре дня наступления полк продвинулся на 150 километров, уничтожив несколько сотен солдат и офицеров противника, несколько дзотов и артиллерийских батарей.
Указом Президиума Верховного Совета СССР от 26 октября 1944 года за «мужество, отвагу и героизм, проявленные в борьбе с немецкими захватчиками» майор Андрей Ерошкин был удостоен высокого звания Героя Советского Союза с вручением ордена Ленина и медали «Золотая Звезда» за номером 3116.
Конец войны Ерошкин встретил в Берлине. После войны он продолжал службу в Советской Армии. В 1950 году окончил Ленинградскую Высшую артиллерийскую школу командиров полков. В 1954 году в звании подполковника Ерошкин был уволен в запас. Проживал и работал в посёлке Быково Раменского района Московской области. Скончался 25 февраля 1972 года, похоронен на кладбище села Островцы в Раменском районе.
Был награждён двумя орденами Ленина, тремя орденами Красного Знамени, двумя орденами Красной Звезды, рядом медалей.